# Eddie Trunk

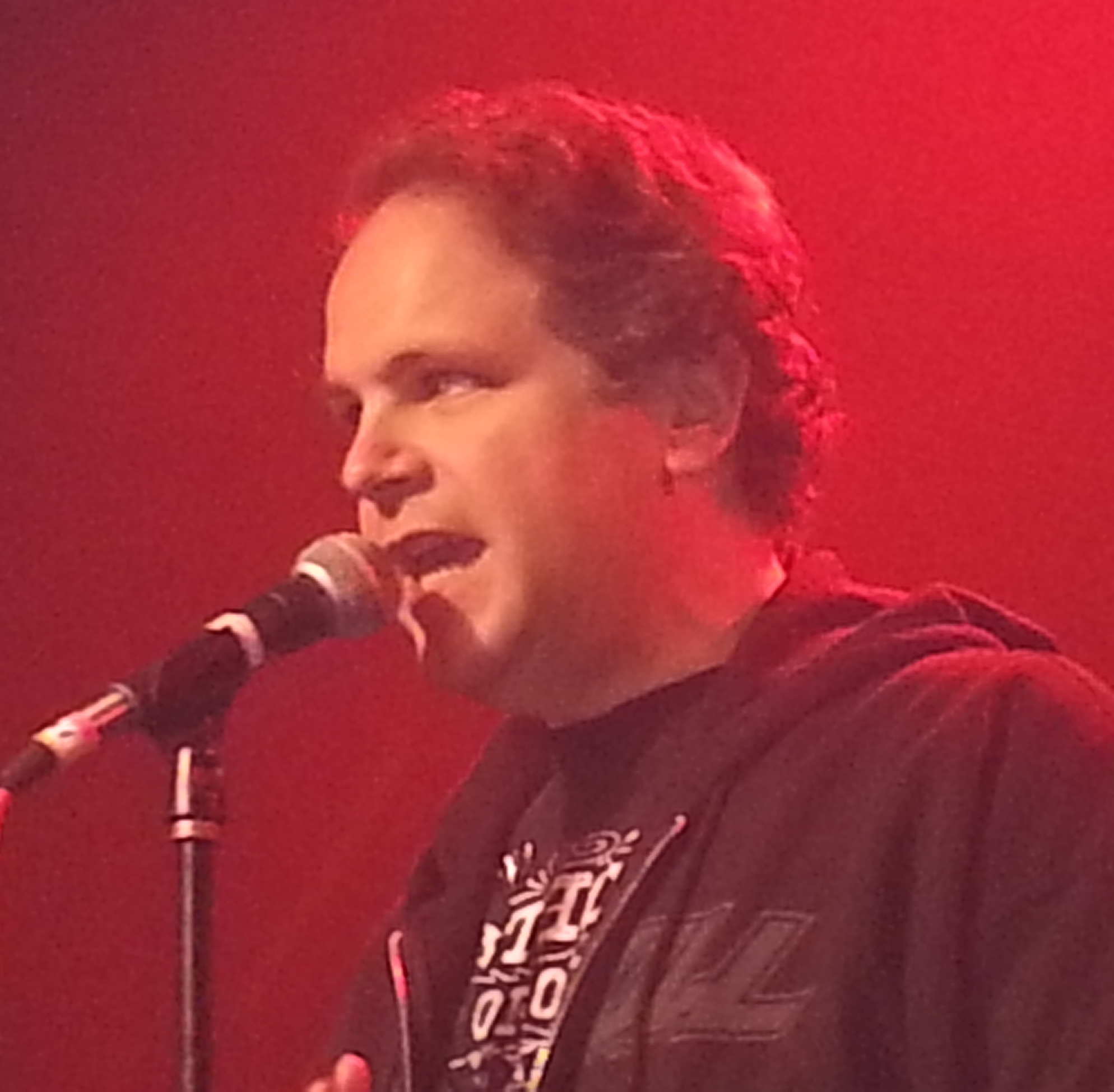

Eddie Trunk (08 de Agosto de 1964) é um historiador de música e apresentador de televisão estadunidense, mais conhecido por seu trabalho a frente do programa That Metal Show, do canal de tv a cabo VH1
Em 2011, ele lançou um livro (Eddie Trunk's Essential Hard Rock and Heavy Metal) onde ele lista suas bandas e cds favoritos, os bastidores de várias bandas, além de vários contos do rock e as figuras mais icônicas do metal.

## Livros
- 2011 - Eddie Trunk's Essential Hard Rock and Heavy Metal[5].